# Södermanlands runinskrifter 279
Runinskrift Sö 279 är en del av en runsten som nu står vid Strängnäs domkyrka i Strängnäs socken och Åkers härad i Södermanland. Den är placerad nära huvudingången vid kyrkans sydvästra hörn. Intill står Sö 275.
Den är en av de så kallade Ingvarsstenarna som restes efter de män som färdades och förolyckades i det ödesdigra Ingvarståget.

## Stenen
Stenens material är granit och dess ursprungliga plats är okänd. Den är ristad på vikingatiden och texten berättar om en resa i österled som slutade olyckligt nere i Särkland. Ornamentiken går i Ringerikestil och slingan har ett profilerat drakhuvud med huggtänder och en tunn, tredelad tunga. Den översatta inskriften följer nedan:

## Inskriften
Inskriften med runor:
ᛅᛁ… … …ᚢᛅ ᛬ --ᛅ- … …ᚢᚾᛁ … ᛅᛁᛘᚢᚾᛏ… …ᛋᚢᚾᛅᚱᛚᛅ ᛫ ᛅ ᛫ ᛋᛂᚱᚴᛚ…
Runsvenska: ai... ... ...(u)a : --(a)- ... ...uni ÷ aimunt... ... sunarla : a : se(r)kl...
Normaliserad: Æi... ... [hagg]va [st]æ[in] ... [s]yni Æimund[aR] ... sunnarla a Særkl[andi].
Nusvenska: E... hugga stenen... Emunds söner... söderut i Särkland.

Större delen av texten är borta. Personen som lät hugga stenen har ett namn som börjar med E, (runorna närmast drakhuvudet). Troligen står namnet Emund för Ingvar den Vittfarnes far. En möjlig tolkning är att hela texten skulle lyda: "Erik lät hugga denna sten efter Ingvar och Harald, Emunds söner. De dogo söderut i Särkland".

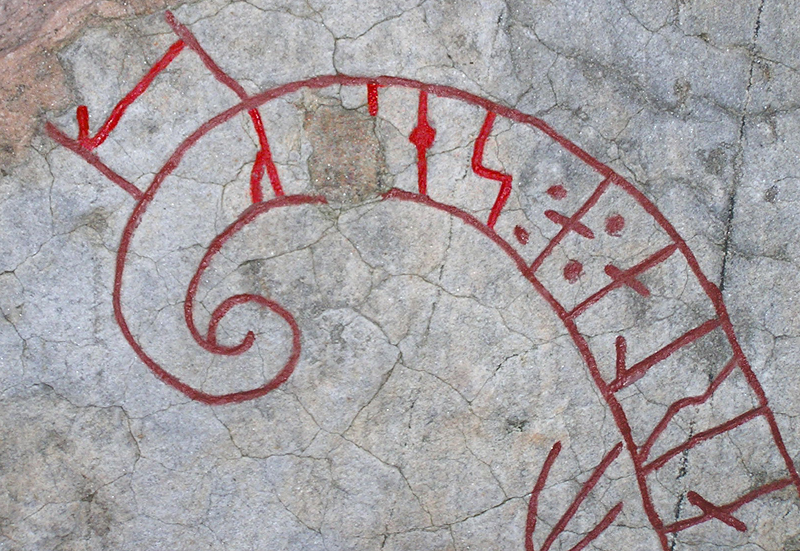
Detalj av svansknorren

Runristaren använde svensk runrad från 1000-talet, fast med stungna runor. I-runan i Särkland har en prick i mitten och står då för E. Runorna är stora och djupt huggna. Sista läsbara ordet är S E (R) K L (A T). A och T är borta (N utgår före T) men detta ord kan endast betyda Särkland, arabernas land, Bagdadkalifatet, som sträckte sig till Kaspiska havet. Till Särkland kom man genom att fara österut till Gårdarike och därefter söderut via de ryska floderna. Det var ett ovanligt resmål om man inte deltog i ett vikingatåg med Ingvar den vittfarne. Därför kan man vara nästan säker att Sö 279 tillhör gruppen Ingvarsstenar som restes efter medlemmar i detta olyckliga tåg. Efter sex år kom endast ett av trettio skepp tillbaka till Mälartrakten. Detta skedde år 1042 enligt Ingvar den vittfarnes saga.
Artikeln Runstenar i Strängnäs kommun visar hur de sju runstenarna vid domkyrkan är placerade.